# Тобі Регбо
Тобі Фінн Регбо (англ. Toby Finn Regbo, 18 жовтня 1991, Лондон) — англійський актор, який знімався у кіно, телебаченні та театрі. Він відомий своєю роллю молодого Немо Ніхто у науково-фантастичній драмі «Пан Ніхто», Франциска II Французького у серіалах CW «Царство» та Етельреда у серіалах 
BBC Two та Netflix «Останнє королівство». Регбо мав стати частиною акторського складу майбутнього приквелу "Гри престолів" під назвою «Криваві місяці», але його було скасовано.

## Фільмографія
| рік       | Назва                                          | Оригінальна назва                            | Роль                    |
| --------- | ---------------------------------------------- | -------------------------------------------- | ----------------------- |
| 2006      | Випробування королівського стрільця Шарпа      | Sharpe`s Challeng                            | Енсін                   |
| 2007      | Таємні Агенти                                  | M.I.High                                     | Чад Тернер              |
| 2009      | Пан Ніхто                                      | Mr. Nobody                                   | Немо у 15 років         |
| 2009      | 1939                                           | Glorious 39                                  | Майкл                   |
| 2010      | Гаррі Поттер та Смертельні реліквії: Частина 1 | Harry Potter and The Deathly Hallows: Part 1 | молодий Альбус Дамблдор |
| 2011      |                                                | Kiss & Cry                                   | оповідач                |
| 2011      | Один день                                      | One Day                                      | Семюель Коуп            |
| 2011      | Одного разу ця біль принесе тобі користь       | Someday this pain will be useful to you      | Джеймс Свек             |
| 2012      | Острів скарбів                                 | Treasure Island                              | Джим Хокінс             |
| 2012      | Містечко                                       | The Town                                     | Гаррі                   |
| 2013      | Ти хочеш, щоб я його вбив?                     | uwantme2killhim?                             | Джон                    |
| 2013-2017 | Царство                                        | Reign                                        | Франциск ІІ             |
| 2017-2020 | Останнє Королівство                            | The Last Kingdom                             | Етельред                |
| 2018      | Фантастичні звірі: Злочини Ґріндельвальда      | Fantastic Beasts: The Crimes of Grindelwald  | молодий Альбус Дамблдор |
| 2018-2019 | Величні Медичі                                 | Medici: The Magnificent                      | Томмазо Пєруцци         |
| 2021      | Відкриття Відьом                               | A Discovery of Witches                       | Джек                    |